# Сент-Эстебен
Сент-Эстебе́н (фр. Saint-Esteben) — коммуна во Франции, находится в регионе Аквитания. Департамент — Атлантические Пиренеи. Входит в состав кантона Пеи-де-Бидаш, Амикюз и Остибар. Округ коммуны — Байонна.
Код INSEE коммуны — 64476.

## География

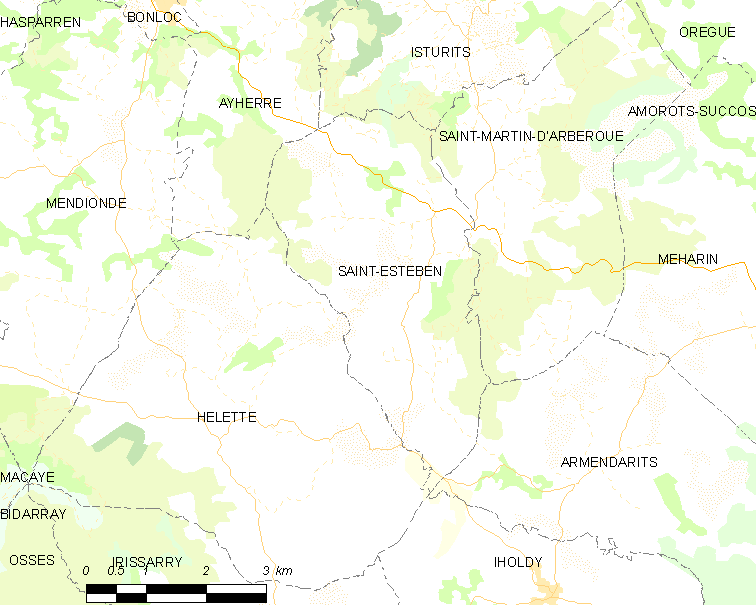
Карта коммуны

Коммуна расположена приблизительно в 680 км к юго-западу от Парижа, в 175 км южнее Бордо, в 70 км к западу от По.

## Климат
Климат тёплый океанический. Зима мягкая, средняя температура января — от +5°С до +13°С, температуры ниже −10 °C бывают редко. Снег выпадает около 15 дней в году с ноября по апрель. Максимальная температура летом порядка 20-30 °C, выше 35 °C бывает очень редко. Количество осадков высокое, порядка 1100 мм в год. Характерна безветренная погода, сильные ветры очень редки.

## Население
Население коммуны на 2010 год составляло 434 человека.
| 1962 | 1968 | 1975 | 1982 | 1990 | 1999 | 2010 |
| ---- | ---- | ---- | ---- | ---- | ---- | ---- |
| 457  | 454  | 439  | 420  | 391  | 359  | 434  |

## Администрация
| Период | Период | Фамилия          | Партия | Примечания |
| ------ | ------ | ---------------- | ------ | ---------- |
| 1995   | 2014   | Кристиан Дюррюти |        |            |
| 2014   | 2020   | Режин Ларранда   |        |            |

## Экономика
В 2010 году среди 277 человек трудоспособного возраста (15-64 лет) 208 были экономически активными, 69 — неактивными (показатель активности — 75,1 %, в 1999 году было 72,6 %). Из 208 активных жителей работали 198 человек (108 мужчин и 90 женщин), безработных было 10 (4 мужчины и 6 женщин). Среди 69 неактивных 29 человек были учениками или студентами, 22 — пенсионерами, 18 были неактивными по другим причинам.

## Достопримечательности
- Церковь Св. Стефана (XVII век). Исторический памятник с 1999 года[4]
- Придорожный монументальный крест (XVII век). Исторический памятник с 1999 года[5]

## Фотогалерея

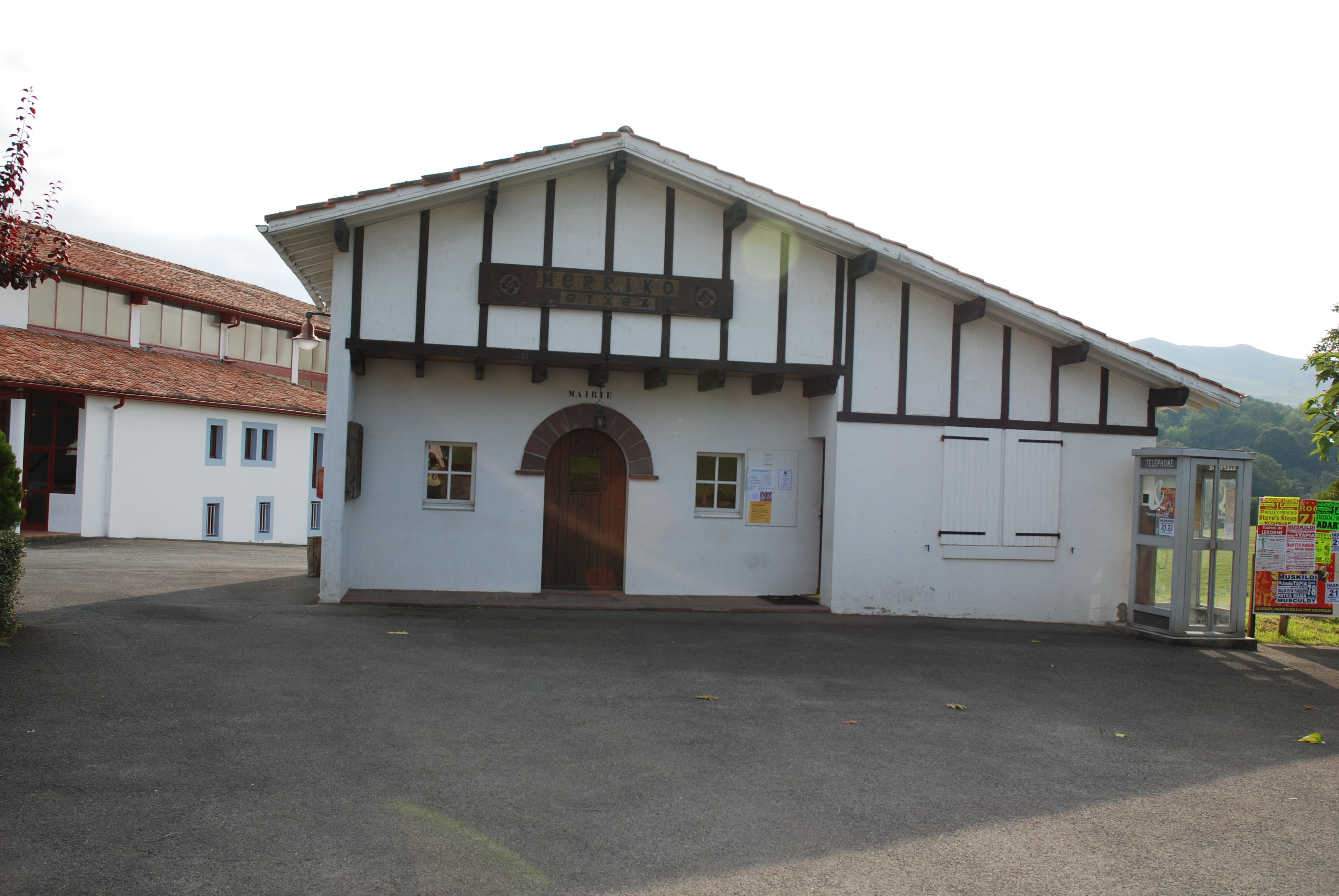
Мэрия
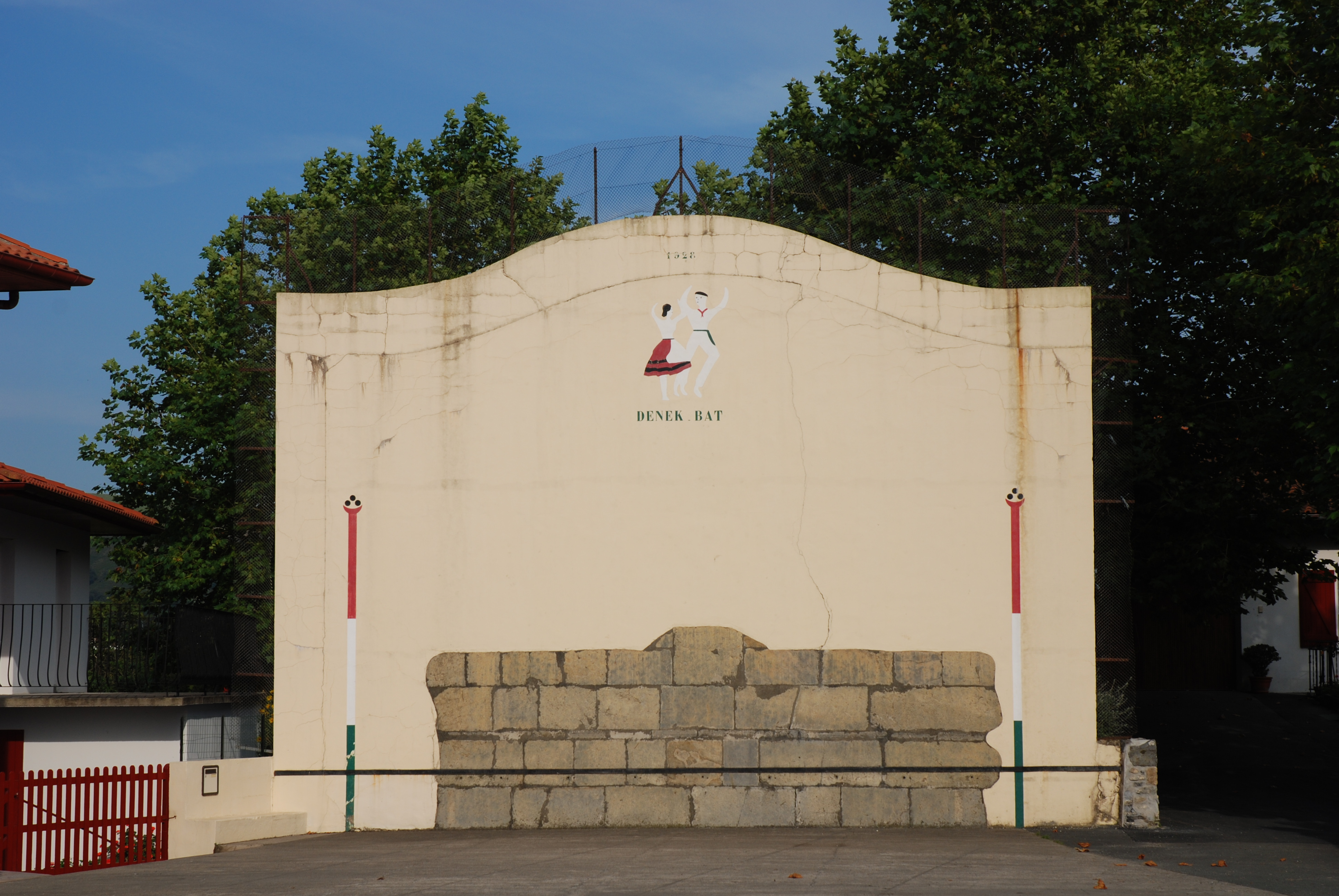
Фронтон (площадка для игры в пелоту)
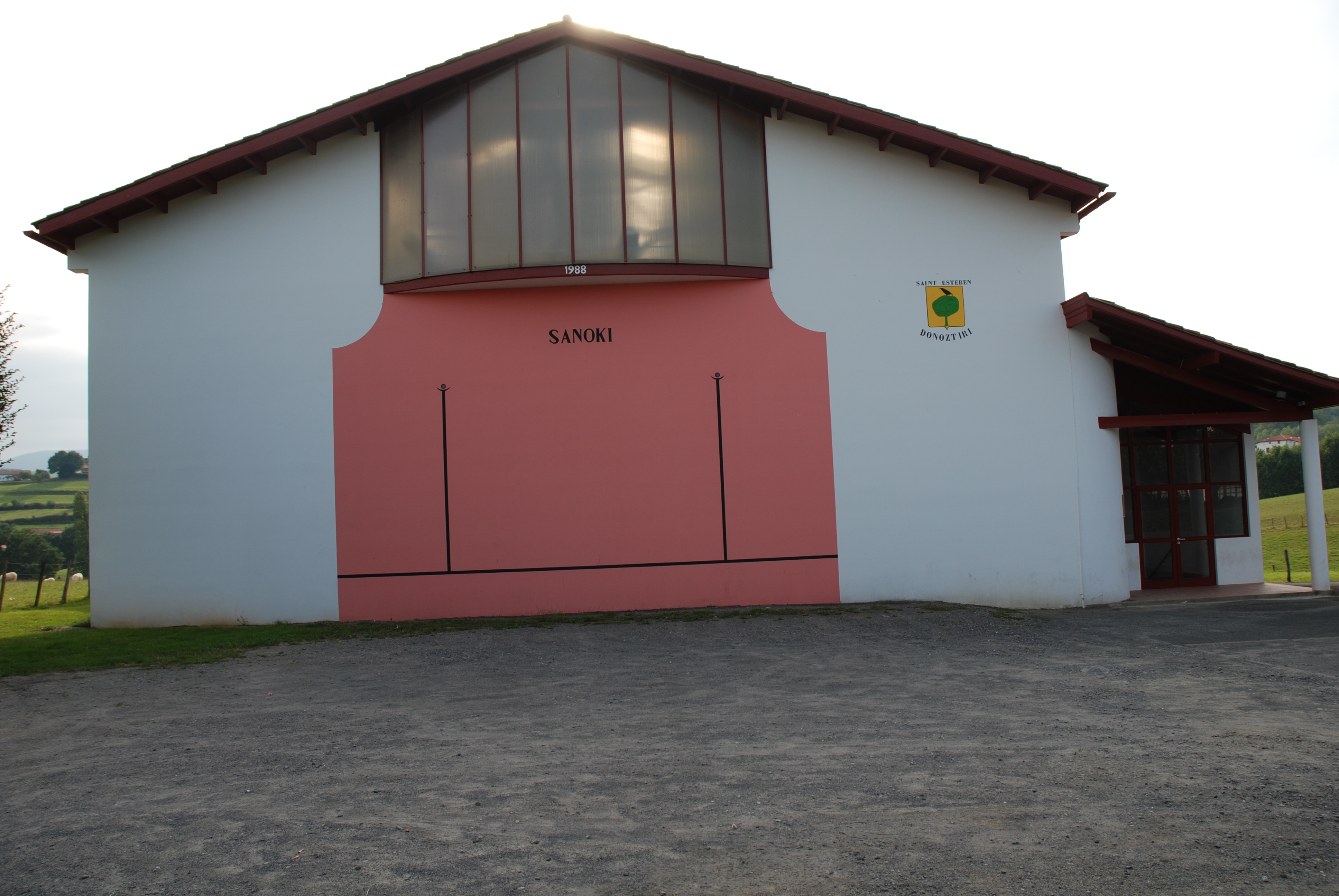
Фронтон
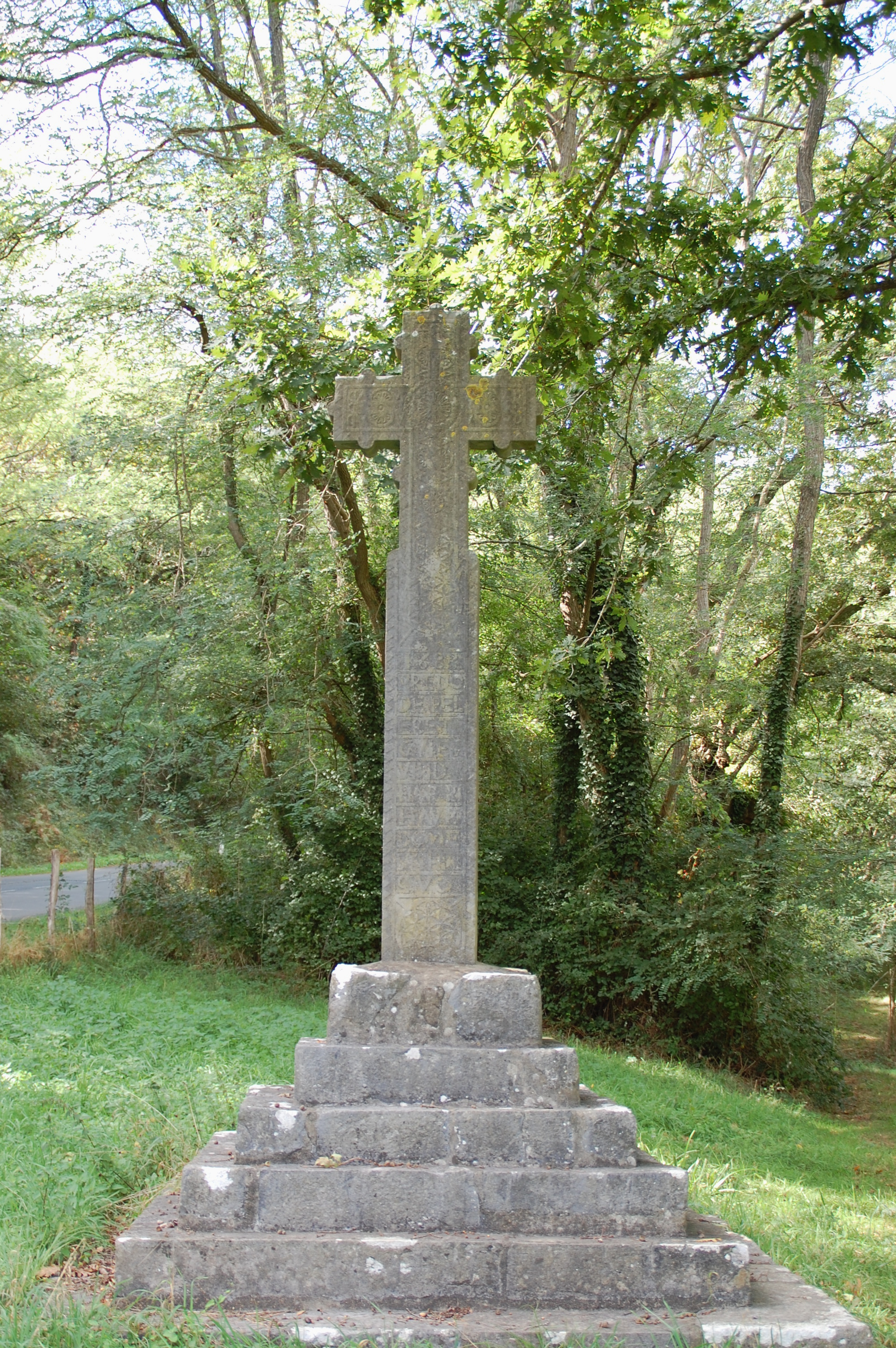
Придорожный крест